# Ньямвумба, Патрик
Патрик Ньямвумба (руанда , фр. и англ. Patrick Nyamvumba; род. 11 июня 1967, Руанда) — руандийский генерал. Ранее занимал должности начальника штаба обороны и министра внутренней безопасности Руанды.
С 2013 по 2019 год занимал должность командующего силами обороны Руанды. До этого, с 2009 по 2013 год, он служил в Судане в качестве командующего силами Гибридной операции Африканского союза и ООН в Дарфуре. Ньямвумба ранее служил в RDF в качестве командующего пехотными силами, коменданта Военной академии Руанды, председатель высшего военного суда (2007—2009 гг.), начальника тылового обеспечения и начальника оперативного отдела, планирования и обучения (1998—1999 гг.).

## Обвинение в военных преступлениях
Будучи главой учебного крыла Руандийского патриотического фронта (РПФ) во время гражданской войны в Руанде, Ньямвумба предположительно командовал операциями эскадронов смерти, в ходе которых убивали мирных жителей хуту в районах, контролируемых РПФ. Войска Ньямвумбы заманивали и убивали людей на собраниях. Некоторые из них были убиты ружьями или мотыгами и сброшены в реку Кагера. Жертв также грузили на грузовики, отвозили в национальный парк Акагера и убивали там, а затем сжигали.